# Osnovna šola Puconci
Osnovna šola Puconci je osrednja izobraževalna ustanova v Občini Puconci. Ustanovitelj Osnovne šole Puconci je Občina Puconci. Osnovna šola deluje na treh lokacijah. Matična šola je v Puconcih, podružnični šoli sta v Bodoncih in Mačkovcih. V šolskem letu 2019/2020 je ravnatelj Štefan Harkai, pomočnik ravnatelja je Janez Lipič.

## Začetki šolstva v Občini Puconci
V Puconcih tik ob šoli stoji evangeličanska cerkev iz leta 1784, ki je bila leta 1933 predelana v baročno-rokokojskem slogu. Blizu cerkve so leta 1933 postavili spominski kamen na mestu prve božje službe pred 150 leti. Tukaj se nahaja največja in najstarejša evangeličanska župnija v pokrajini.
Ko so 4. avgusta 1738 v Puconcih ustanovili evangeličansko občino, prvo po tolerančnem patentu med Prekmurci, je začela delovati tudi evangeličanska šola. Šestnajst let je gostovala v zasebnih hišah. Šele leta 1800 so na pobudo pastorja Berkeja postavili leseno poslopje z večjo učilnico ter dvosobnim stanovanjem za učitelja. Zaradi pretesnega šolskega prostora – otroci so prihajali iz obširnega evangeličanskega okoliša – so se predstavniki verske občine 16. maja 1860 odločili za zidavo nove enonadstropne stavbe. Istega leta jeseni so jo dokončali in odprli. Od tedaj je potekal pouk v dveh oddelkih.

## Osnovna šola Puconci danes

### Šolski okoliš
Šolski okoliš obsega vseh 23 vasi Občine Puconci in vasi Sebeborci ter Krnci, ki sta opredeljeni kot skupen šolski okoliš Osnovne šole Puconci in Osnovne šole Fokovci. 
Vasi Občine Puconci:
Beznovci, Bodonci, Bokrači, Brezovci, Dankovci, Dolina, Gorica, Kuštanovci, Lemerje, Mačkovci, Moščanci, Otovci, Pečarovci, Poznanovci, Predanovci, Prosečka vas, Puconci, Puževci, Strukovci, Šalamenci, Vadarci, Vaneča, Zenkovci.

### Število učencev
V šolskem letu 2018/2019 je Osnovno šolo Puconci obiskovalo 425 učencev, Podružnično osnovno šolo Mačkovci 49 in Podružnično osnovno šolo Bodonci 51 učencev. Skupaj je bilo v šolskem letu 2018/2019 vpisanih 525 učencev, od tega 250 fantov in 275 deklet.
V šolskem letu 2019/2020 je Osnovno šolo Puconci obiskovalo 431 učencev, Podružnično osnovno šolo Mačkovci 49 in Podružnično osnovno šolo Bodonci 55 učencev. Skupaj je bilo v šolskem letu 2019/2020 vpisanih 535 učencev, od tega 254 fantov in 281 deklet. 

### Projekti v šolskem letu 2019/2020
V šolskem letu 2019/2020 so na šoli potekali naslednji projekti: OBJEM (Ozaveščanje Branje Jezik Evalvacija Modeli), EKO šola kot način življenja, Tradicionalni slovenski zajtrk, Šolska shema, Rastem s knjigo, Slovenska mreža zdravih šol, Šolski EKO vrtovi, Kulturna šola, Popestrimo šolo 2016–2021, Mednarodni projekt Erasmus+ KA229, Varno s soncem, Mednarodni dan strpnosti – dan za strpnost in prijateljstvo.

## Galerija
- Osnovna šola Puconci
- Podružnična osnovna šola Mačkovci

- Geopedia.si: Osnovna šola Puconci

1. ↑  Sever, Bela (1990). Pomurje A–Ž. Murska Sobota: Pomurska založba. str. 163.
2. ↑  Miroslav Kokolj, Bela Horvat (1977). Prekmursko šolstvo od začetka reformacije do zloma nacizma. Murska Sobota: Pomurska založba. str. 487.